# Trials
Trials est une série de jeux vidéo de course (trial) créée par RedLynx.

## Liste des jeux

### Série principale
| Titre                    | Année | Plates-formes                              |
| ------------------------ | ----- | ------------------------------------------ |
| Trials                   | 2000  | Java                                       |
| Trials 2                 | 2007  | Flash, Windows                             |
| Trials 2: Second Edition | 2008  | Windows                                    |
| Trials HD                | 2009  | Xbox 360, Xbox One                         |
| Trials Evolution         | 2012  | Xbox 360, Windows                          |
| Trials Fusion            | 2014  | Xbox One, Xbox 360, PlayStation 4, Windows |
| Trials Rising            | 2019  | PS4, Xbox One, Nintendo Switch, Windows    |

### Autres jeux
| Titre                      | Années | Plates-formes                    | Type      |
| -------------------------- | ------ | -------------------------------- | --------- |
| Trials Bike Basic          | 2003   | Java                             | Extension |
| Trials Bike Pro            | 2003   | Java                             | Extension |
| Trials Construction Yard   | 2004   | Java                             | Extension |
| Trials Mountain Heights    | 2005   | Java                             | Extension |
| Trials Dynamite Tumble     | 2008   | Flash                            | Spin-off  |
| Trials Legends             | 2010   | Windows                          | Remake    |
| Trials Frontier            | 2014   | Android, iOS                     | Spin-off  |
| Trials of the Blood Dragon | 2016   | Xbox One, PlayStation 4, Windows | Spin-off  |